# NGC 2332
NGC 2332 في الفهرس العام الجديد، هي نجم زائف متوهج، تقع في كوكبة الوشق. اكتشفت في 28 ديسمبر 1790 بواسطة ويليام هيرشل.

## روابط خارجية
- NGC 2332 على موقع ويكي سكاي: DSS2, SDSS, GALEX, IRAS, Hydrogen α, X-Ray, Astrophoto, Sky Map, Articles and images